# Råby-Myrhem
Råby-Myrhem este o arie protejată (arie specială de conservare — SAC, sit de importanță comunitară — SCI) din Suedia întinsă pe o suprafață de 5 ha, integral pe uscat.

## Localizare
Centrul sitului Råby-Myrhem este situat la coordonatele 59°18′23″N 16°03′21″E / 59.3063°N 16.0559°E.

## Înființare
Situl Råby-Myrhem a fost declarat sit de importanță comunitară în iunie 2001 pentru a proteja un număr necunoscut de specii din flora spontană și fauna sălbatică aflate în arealul zonei. Situl a fost protejat și ca arie specială de conservare în martie 2011.

## Biodiversitate
Situată în ecoregiunea boreală, aria protejată conține 1 habitat natural: Taiga vestică.
La baza desemnării sitului se află un număr nedeclarat de specii protejate.